# Wulfenia
Wulfenia (Wulfenia Jacq.) – rodzaj roślin z rodziny babkowatych (Plantaginaceae), w większości ujęć systematycznych w XX wieku włączany jednak do szeroko wówczas ujmowanej rodziny trędownikowatych (Scrophulariaceae). Obejmuje cztery gatunki. Dwa z nich rosną w Górach Nur w południowej Turcji (W. glanduligera i W. orientalis), jeden – wulfenia karyncka (W. carinthiaca) w rejonie Alp Karnickich i w południowo-wschodniej części Gór Dynarskich oraz ostatni – wulfenia Baldacciego (W. baldaccii) jest endemitem Gór Północnoalbańskich. Populacje z Gór Dynarskich były opisywane jako gatunek W. blecicii, ale nie potwierdzono różnic genetycznych i morfologicznych uzasadniających ich wyodrębnianie od populacji alpejskich.
Rośliny z tego rodzaju rosną na górskich łąkach i w miejscach skalistych. Uprawiane są jako rośliny ozdobne, zwłaszcza w ogrodach skalnych. Uprawiane powinny być na stanowiskach słonecznych, na glebach świeżych i przepuszczalnych. Rośliny te są mrozoodporne, ale źle znoszą zimy deszczowe.
Nazwa naukowa upamiętnia odkrywcę pierwszego z gatunków tego rodzaju, znalezionego w 1779 w Alpach przez Franza Xavera von Wulfena. Nadana została przez autora pierwszego naukowego opisu rodzaju sporządzonego w 1781 – Nikolausa Josepha von Jacquina.

## Morfologia

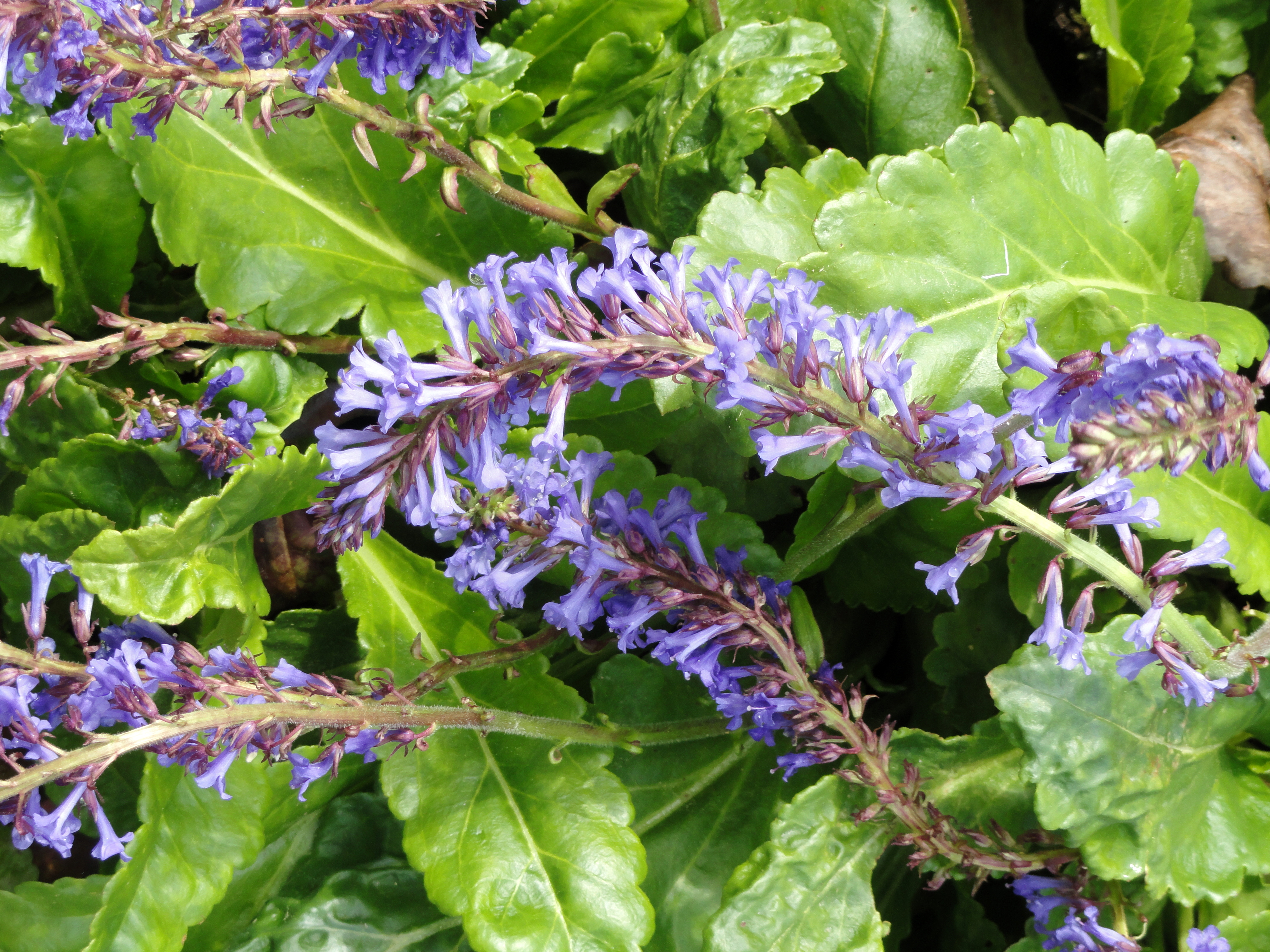
Wulfenia orientalis

PokrójByliny nagie lub gruczołowato owłosione, z pędem zwykle krótkim, podnoszącym się lub prosto wzniesionym.
LiściePojedyncze, niepodzielone, skrętoległe lub skupione w rozetę przyziemną. Blaszka jajowata do zaokrąglonej, u nasady zwężająca się, na szczycie zaostrzona, na brzegu karbowana.
KwiatyZebrane w luźne albo gęste grona kłosopodobne (kwiaty są krótkoszypułkowe). Kwiaty wsparte są przysadkami. Kielich pięciodziałkowy, dzwonkowaty, z głęboko rozciętymi działkami. Korona kwiatu grzbiecista, w dole zrośnięta w długą, walcowatą rurkę, w górze z dwiema wargami. Górna warga całobrzega, dolna płytko trójłatkowa. Pręciki dwa, o bardzo krótkich nitkach, nie wystają z rurki korony – schowane są pod górną wargą. Zalążnia stożkowata lub jajowata. Szyjka słupka pojedyncza, zwieńczona kulistawym znamieniem.
OwoceWielonasienne torebki otwierające się czterema klapami.

## Systematyka i pochodzenie
Rodzaj Wulfenia przedstawiany jest jako siostrzany wobec rodzajów pedorota Paederota i przetacznik Veronica. Zaliczany jest do gradu „wulfenoid” obejmującemu bazalny wobec ww. grupy rodzaj Lagotis oraz bardziej bazalny klad obejmujący rodzaje: przetacznikowiec Veronicastrum, Picrorhiza i Wulfeniopsis. W badaniach molekularnych nie uwzględniono endemicznego dla Himalajów rodzaju Kashmiria, którego jedyny przedstawiciel włączany był w przeszłości do rodzaju Wulfenia jako Wulfenia himalaica (Hook.f.) Pennell. Z kolei inne wskazywane jako blisko spokrewnione i zaliczane do podplemienia Wulfeniinae rodzaje Erinus i Lafuentea okazały się zajmować dość odległą pozycję w obrębie rodziny babkowatych Plantaginaceae.
Rodzaj wyodrębnił się od wspólnych przodków z rodzajami pedorota i przetacznik w miocenie ponad 10 milionów lat temu, jednak ostatni wspólny przodek współczesnych jego przedstawicieli tj. grupy koronnej rodzaju żył jeszcze 1,24 miliona lat temu, a europejskich przedstawicieli 610 tysięcy lat temu, co znaczy, że gatunki współcześnie żyjące są relatywnie młode.
Wykaz gatunków
- Wulfenia baldaccii Degen – wulfenia Baldacciego
- Wulfenia carinthiaca Jacq. – wulfenia karyncka
- Wulfenia glanduligera (Hub.-Mor.) Surina
- Wulfenia orientalis Boiss.